# Zweite Mittelpassage
Als Zweite Mittelpassage (engl. Second Middle Passage) wird in der Geschichtsschreibung der Vereinigten Staaten die nach dem Unabhängigkeitskrieg (1775–1783) einsetzende Verschleppung Hunderttausender afroamerikanischer Sklaven aus den amerikanischen Nordstaaten in die Südstaaten bezeichnet. Hintergrund dieser erzwungenen Migrationsbewegung, in deren Verlauf viele dieser Sklaven von ihren Angehörigen getrennt wurden, war die allmähliche Verlagerung der Plantagenökonomie aus dem Oberen Süden der USA in den Unteren und den Tiefen Süden sowie die Abschaffung der Sklaverei in den Nordstaaten.
Geprägt hat den Ausdruck der amerikanische Historiker Ira Berlin. In dessen Arbeiten über die Sklaverei in den Vereinigten Staaten vergleicht Berlin diese Migrationsbewegung mit dem transatlantischen Sklavenhandel, für den im Englischen die Bezeichnung „Mittelpassage“ (Middle Passage) üblich ist. Für die Sklaven, deren Leben von der Zweiten Mittelpassage geprägt wurde, hat Berlin auch den Begriff der „Migrations-Generationen“ geschaffen.

## Geschichte und Einzelheiten
Die Zweite Mittelpassage entstand aus dem bereits kurz nach dem Amerikanischen Unabhängigkeitskrieg einsetzenden „Georgia-Trade“, in dessen Verlauf Tausende von Sklaven aus der Chesapeake-Region, aus Virginia, North Carolina und South Carolina in den Süden (zunächst vor allem Georgia) und nach Westen (Kentucky und Tennessee) verschleppt wurden, was jedoch 1812 durch den Britisch-Amerikanischen Krieg unterbrochen wurde.
Im weiteren Verlauf des 19. Jahrhunderts entwickelte der inländische Sklavenhandel sich zum profitabelsten Zweig der Südstaatenökonomie, der nur von der Plantagenproduktion noch überflügelt wurde. Allein in der zweiten Dekade des 19. Jahrhunderts wurden ca. 120.000 Sklaven aus der Chesapeake-Region und dem Tiefland von Virginia nach Westen und Süden deportiert; in den 1830er Jahren waren es fast 300.000 und in den 1850er Jahren erneut fast 250.000. Mit seinem extensiven Gebrauch von Transportmitteln, Finanzierung und Publicity zählte der Sklavenhandel zu den modernsten Wirtschaftszweigen des Südens. Er brachte eine eigene Sprache hervor mit Begriffen wie prime hands, bucks, breeding wenches und fancy girls. Die Infrastruktur dieses Wirtschaftszweiges umfasste ein Netz von Stationen, Lager- und Auktionshäusern entlang der Transportwege, in denen Sklaven und Sklavenhändler unterwegs übernachten und Sklaven verkauft werden konnten.
Ein kleiner Teil der Sklaven reiste auf dem Seeweg, vor allem zwischen Norfolk und New Orleans. Die große Mehrzahl der Sklaven legte die Distanz jedoch auf dem Landweg und zu Fuß zurück. Aufgrund der Strapazen war die Mortalität hoch, viele Sklaven nahmen sich auch selbst das Leben. Erst allmählich verbesserten die Sklavenhändler die Infrastruktur und transportierten die Sklaven auf Flachbooten, Dampfschiffen und später auch per Eisenbahn. Dennoch charakterisiert Berlin diese Sklaventrecks als Trauerprozessionen, deren unfreiwillige Teilnehmer in hohem Maße heimwehkrank, vereinsamt und demoralisiert gewesen seien.
Ein wesentlicher Unterschied zwischen der Transatlantikpassage und der Zweiten Mittelpassage bestand darin, dass die Sklaven, die die letztere erlebten, eine gemeinsame Sprache besaßen und einfach miteinander kommunizieren konnten.
Für die betroffenen Sklaven war die Zweite Mittelpassage eine beispiellose Tragödie. Ira Berlin schätzt, dass ein Drittel der Sklaven, die verheiratet waren, durch die Deportation den Partner verlor; ein Fünftel aller Kinder unter 14 Jahren wurde von mindestens einem Elternteil getrennt. In den Sklaven-exportierenden Regionen (vor allem Delaware, Maryland, Virginia, North Carolina, South Carolina) sank der Anteil der versklavten Bevölkerung nicht nur, sondern auch deren Zusammensetzung veränderte sich, weil überproportional viele Alte und überproportional viele Frauen zurückblieben.